# Francesco Sanguinetti
Francesco Sanguinetti, auch Franz Sanguinetti (* 1800 in Carrara; † 15. Februar 1870 in München) war ein italienischer Bildhauer.

## Leben
Sanguinetti wurde als Sohn des Bildhauers, Steinmetzen und Violinisten Gaetano Sanguinetti in Carrara geboren. Wie sein Bruder Alessandro lernte er zunächst bei seinem Vater und bildete sich bis 1818 in der Werkstatt von Christian Daniel Rauch und Christian Friedrich Tieck in Carrara weiter. 1818 ging er als Lieblingsschüler Rauchs nach Berlin an die Königlich Preußische Akademie der Künste und war dort bis 1828 in dessen Werkstatt tätig. In den Jahren 1822 bis 1828 nahm er mit eigenen Skulpturen an den Berliner Akademie-Ausstellungen teil. 1829 wechselte Sanguinetti nach München und nahm an der Ausführung des von Rauch entworfenen Standbildes für den 1825 verstorbenen bayrischen König Max I. teil. Nach einer Italienreise ließ er sich dauerhaft in München nieder, wo er zunächst  als Mitarbeiter von Ludwig Schwanthaler tätig war und später ein eigenes Atelier führte. In dieser Zeit fertigte er zahlreiche Skulpturen für Münchner Bauten, die zum Teil nach Entwürfen anderer Bildhauerkollegen entstanden. Er starb im Februar 1870 nach Angaben im Lexikon der Künstler aller Zeiten und Völker im Alter von 70 Jahren. Im 3. Band des Lexikons wurde 1864 noch geschrieben, er sei 1804 geboren worden. Dieses Datum findet sich auch in anderen älteren Quellen wie in Georg Kaspar Naglers Künstlerlexikon. Der Nachruf in der Allgemeinen Zeitung bestätigt jedoch das Jahr 1800 als Geburtsjahr.

## Werke (Auswahl)
- Äskulap mit Schlangenstab, in Zusammenarbeit mit Alessandro Sanguinetti. Zwischen 1848 und 1859 angefertigte Statuenkopie nach dem Vorbild aus dem letzten Viertel des 5. Jahrhunderts v. Chr. Halbrondell am Neuen Palais, Park Sanssouci, Potsdam
- Ceres (Demeter) mit Fackel und Ähre, in Zusammenarbeit mit Alessandro Sanguinetti. Zwischen 1848 und 1859 angefertigte Statuenkopie nach dem Vorbild aus der Mitte des 5. Jahrhunderts v. Chr. Halbrondell am Neuen Palais
- Aristoteles und Hippokrates, Statuen an der Freitreppe der Staatsbibliothek, München[6]
- Aristoteles und Hippokrates, lebensgroße Skulpturen im Schulgarten von Bernau am Chiemsee
- Heilige Ottilie und Heilige Lucia, Statuen nach Modell von Konrad Eberhard am Portal des Blindeninstituts, München
- Correggio, Memling und Velázquez, Statuen auf der Attika der Alten Pinakothek, München
- Büsten von Johann t’Serclaes von Tilly, Konrad Peutinger, Wiguläus von Kreittmayr, Joseph Vogler und Albrecht Dürer (1944 zerstört) für die Ruhmeshalle, München

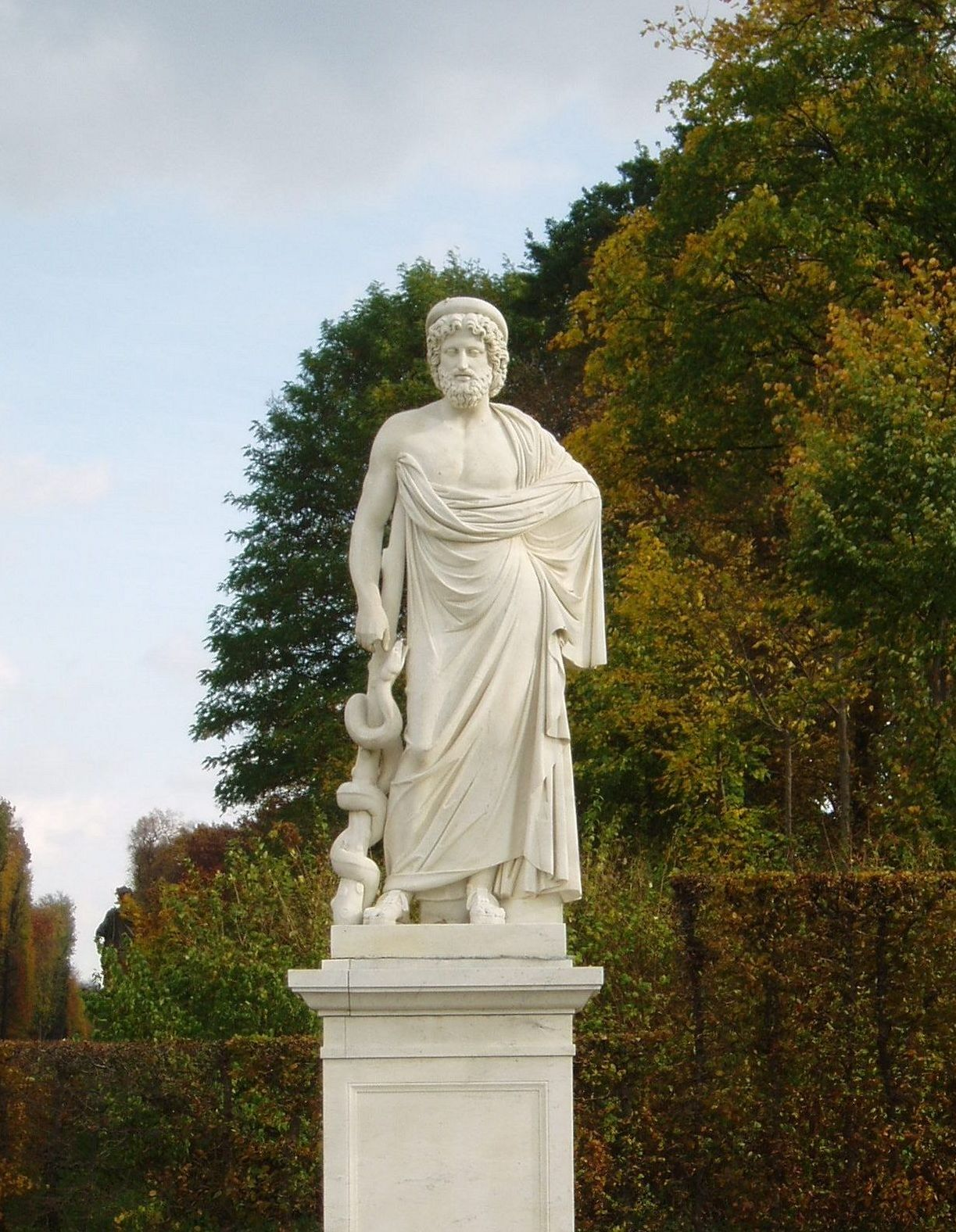
Äskulap mit Schlangenstab, Park Sanssouci, Potsdam
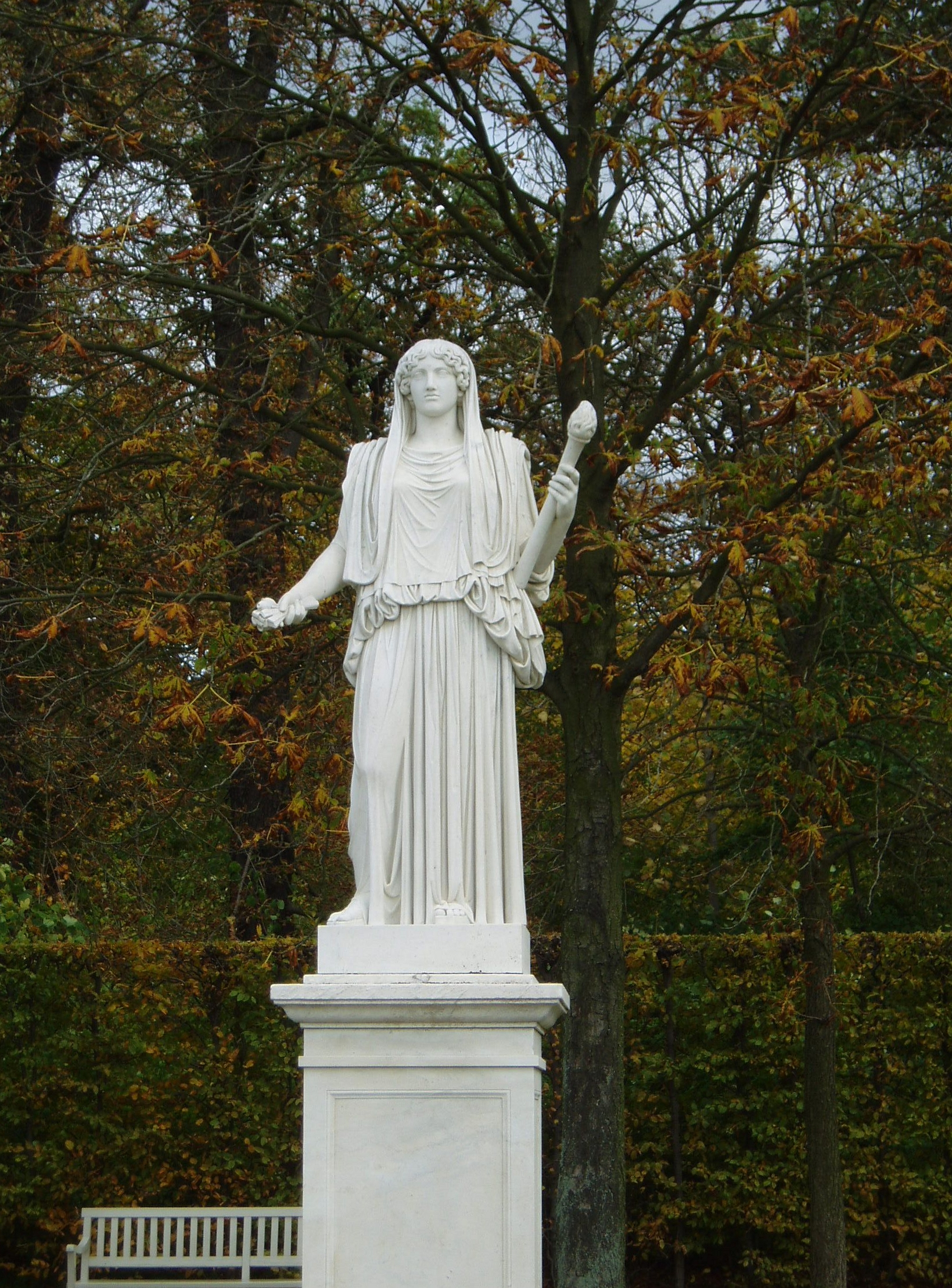
Ceres mit Fackel und Ähre, Park Sanssouci, Potsdam
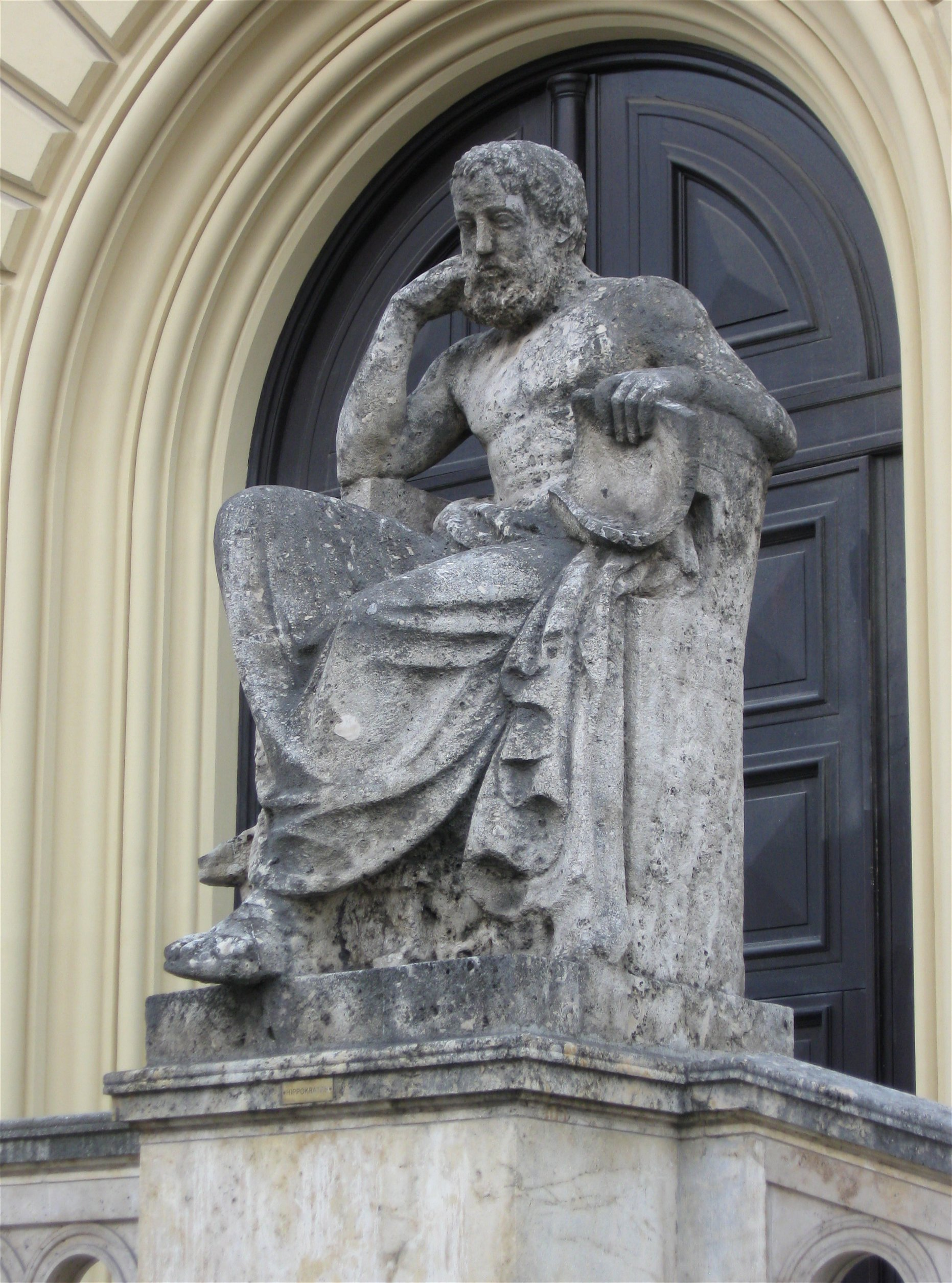
Hippokrates, Bayerische Staatsbibliothek, München